# Olympisch kwalificatietoernooi handbal 2012
Het Olympisch kwalificatietoernooi handbal 2012 was de laatste mogelijkheid voor landen die zich nog niet hadden gekwalificeerd om zich te plaatsen voor het Olympische Spelen van Londen (2012). Zowel bij de mannen als bij de vrouwen waren er nog zes plaatsen beschikbaar. In april (mannen) en mei (vrouwen) 2012 speelden twaalf landen, in drie groepen van vier, om zes beschikbare plaatsen.

## Kwalificatie-eisen Olympisch kwalificatietoernooi
Er zijn drie Olympische kwalificatietoernooien, met in totaal twaalf deelnemers:
- De beste zes landen van het wereldkampioenschap mannen als vrouwen van 2011 die zich nog niet eerder hebben gekwalificeerd.
- Op het wereldkampioenschap 2011 wordt een continentenranglijst opgesteld om het aantal extra deelnemers op de kwalificatietoernooien te bepalen. Het beste continent ontvangt twee extra plaatsen, het tweede, derde en vierde gerangschikte continent ontvangen één extra plaats. De laatste extra plaats komt toe aan een team uit Oceanië, mits deze eindigt tussen plaats 8 en 12 op het wereldkampioenschap. Als geen team uit Oceanië hieraan voldoet, ontvangt het tweede beste continent een extra plaats. De extra plaatsen gaan naar de beste niet gekwalificeerde teams van de continentale kwalificatiemomenten.
- De twaalf beste teams worden verdeeld over drie poules van vier teams conform onderstaand schema. De top twee van elke poule kwalificeert zich voor de Olympische Spelen.

| Olympisch kwalificatietoernooi 2012 #1                                                   | Olympisch kwalificatietoernooi 2012 #2                                                   | Olympisch kwalificatietoernooi 2012 #3                                                      |
| ---------------------------------------------------------------------------------------- | ---------------------------------------------------------------------------------------- | ------------------------------------------------------------------------------------------- |
| - 2e wereldkampioenschap - 7e wereldkampioenschap - Beste continent - 4e beste continent | - 3e wereldkampioenschap - 6e wereldkampioenschap - 2e beste continent - Beste continent | - 4e wereldkampioenschap - 5e wereldkampioenschap - 3e beste continent - 2e beste continent |

## Mannen
| OKT #1                                                               | OKT #2                                                                       | OKT #3                                                                 |
| -------------------------------------------------------------------- | ---------------------------------------------------------------------------- | ---------------------------------------------------------------------- |
| - 3e WK: Spanje - 8e WK: Polen - 2e EK: Servië - 2e Afrika: Algerije | - 4e WK: Zweden - 7e WK: Hongarije - 2e Amerika: Brazilië - 5e EK: Macedonië | - 5e WK: Kroatië - 6e WK: IJsland - 2e Azië: Japan - 3e Amerika: Chili |

### OKT #1 inAlicante

#### Wedstrijden
| Datum   | Tijd  |        | Score         |          |
| ------- | ----- | ------ | ------------- | -------- |
| 6 april | 17:30 | Polen  | 28–27 (11–13) | Algerije |
| 6 april | 20:15 | Spanje | 30–27 (11–10) | Servië   |
| 7 april | 17:30 | Servië | 25–25 (14–15) | Polen    |
| 7 april | 20:15 | Spanje | 28–20 (14–9)  | Algerije |
| 8 april | 17:30 | Servië | 26–18 (15–10) | Algerije |
| 8 april | 20:15 | Spanje | 33–22 (18–9)  | Polen    |

#### Eindstand
| № | Land     | Wedstrijden | Wedstrijden | Wedstrijden | Wedstrijden | Doelpunten | Doelpunten | Doelpunten | Punten |
| - | -------- | ----------- | ----------- | ----------- | ----------- | ---------- | ---------- | ---------- | ------ |
| № | Land     | G           | W           | G           | V           | V          | T          | Saldo      | Punten |
| 1 | Spanje   | 3           | 3           | 0           | 0           | 84         | 65         | +19        | 6      |
| 2 | Servië   | 3           | 1           | 1           | 1           | 85         | 77         | +8         | 3      |
| 3 | Polen    | 3           | 1           | 1           | 1           | 71         | 78         | –7         | 3      |
| 4 | Algerije | 3           | 0           | 0           | 3           | 69         | 89         | –20        | 0      |

### OKT #2 inGöteborg

#### Wedstrijden
| Datum   | Tijd  |           | Score         |           |
| ------- | ----- | --------- | ------------- | --------- |
| 6 april | 14:45 | Hongarije | 28–26 (15–13) | Macedonië |
| 6 april | 17:00 | Zweden    | 25–20 (12–10) | Brazilië  |
| 7 april | 13:45 | Hongarije | 29–27 (16–15) | Brazilië  |
| 7 april | 16:00 | Zweden    | 27–23 (14–12) | Macedonië |
| 8 april | 14:45 | Brazilië  | 28–27 (15–13) | Macedonië |
| 8 april | 16:30 | Zweden    | 26–23 (11–12) | Hongarije |

#### Eindstand
| № | Land      | Wedstrijden | Wedstrijden | Wedstrijden | Wedstrijden | Doelpunten | Doelpunten | Doelpunten | Punten |
| - | --------- | ----------- | ----------- | ----------- | ----------- | ---------- | ---------- | ---------- | ------ |
| № | Land      | G           | W           | G           | V           | V          | T          | Saldo      | Punten |
| 1 | Zweden    | 3           | 3           | 0           | 0           | 78         | 66         | +12        | 6      |
| 2 | Hongarije | 3           | 2           | 0           | 1           | 80         | 79         | +1         | 4      |
| 3 | Brazilië  | 3           | 1           | 0           | 2           | 75         | 81         | –6         | 1      |
| 4 | Macedonië | 3           | 0           | 1           | 2           | 76         | 83         | –7         | 0      |

### OKT #3 inVaraždin

#### Wedstrijden
| Datum   | Tijd  |         | Score         |         |
| ------- | ----- | ------- | ------------- | ------- |
| 6 april | 18:00 | Kroatië | 36–22 (16–14) | Japan   |
| 6 april | 20:15 | IJsland | 25–17 (12–7)  | Chili   |
| 7 april | 16:00 | Kroatië | 35–15 (17–9)  | Chili   |
| 7 april | 18:15 | IJsland | 41–30 (20–11) | Japan   |
| 9 april | 15:30 | Japan   | 33–26 (14–9)  | Chili   |
| 9 april | 18:00 | Kroatië | 31–28 (18–15) | IJsland |

#### Eindstand
| № | Land    | Wedstrijden | Wedstrijden | Wedstrijden | Wedstrijden | Doelpunten | Doelpunten | Doelpunten | Punten |
| - | ------- | ----------- | ----------- | ----------- | ----------- | ---------- | ---------- | ---------- | ------ |
| № | Land    | G           | W           | G           | V           | V          | T          | Saldo      | Punten |
| 1 | Kroatië | 3           | 3           | 0           | 0           | 102        | 65         | +37        | 6      |
| 2 | IJsland | 3           | 2           | 0           | 1           | 94         | 78         | +16        | 4      |
| 3 | Japan   | 3           | 1           | 0           | 2           | 85         | 103        | –18        | 2      |
| 4 | Chili   | 3           | 0           | 0           | 3           | 58         | 93         | –35        | 0      |

## Vrouwen
| OKT #1                                                                     | OKT #2                                                                       | OKT #3                                                                                         |
| -------------------------------------------------------------------------- | ---------------------------------------------------------------------------- | ---------------------------------------------------------------------------------------------- |
| - 2e WK: Frankrijk - 10e WK: Montenegro - 3e EK: Roemenië - 2e Azië: Japan | - 3e WK: Spanje - 7e WK: Kroatië - 2e Amerika: Argentinië - 8e EK: Nederland | - 4e WK: Denemarken - 6e WK: Rusland - 2e Afrika: Tunesië - 3e Amerika: Dominicaanse Republiek |

### OKT #1 inLyon

#### Wedstrijden
| Datum  | Tijd  |            | Score         |           |
| ------ | ----- | ---------- | ------------- | --------- |
| 25 mei | 16:45 | Montenegro | 30–24 (14–13) | Japan     |
| 25 mei | 19:00 | Frankrijk  | 24–19 (12–9)  | Roemenië  |
| 26 mei | 14:45 | Montenegro | 34–23 (17–13) | Roemenië  |
| 26 mei | 17:00 | Frankrijk  | 30–17 (13–7)  | Japan     |
| 27 mei | 14:15 | Roemenië   | 28–26 (18–10) | Japan     |
| 27 mei | 16:30 | Montenegro | 22–20 (9–9)   | Frankrijk |

#### Eindstand
| № | Land       | Wedstrijden | Wedstrijden | Wedstrijden | Wedstrijden | Doelpunten | Doelpunten | Doelpunten | Punten |
| - | ---------- | ----------- | ----------- | ----------- | ----------- | ---------- | ---------- | ---------- | ------ |
| № | Land       | G           | W           | G           | V           | V          | T          | Saldo      | Punten |
| 1 | Montenegro | 3           | 3           | 0           | 0           | 86         | 67         | +21        | 6      |
| 2 | Frankrijk  | 3           | 2           | 0           | 1           | 74         | 58         | +16        | 4      |
| 3 | Roemenië   | 3           | 1           | 0           | 2           | 70         | 94         | –24        | 2      |
| 4 | Japan      | 3           | 0           | 0           | 3           | 67         | 88         | –21        | 0      |

### OKT #2 inGuadalajara

#### Wedstrijden
| Datum  | Tijd  |           | Score         |            |
| ------ | ----- | --------- | ------------- | ---------- |
| 25 mei | 10:45 | Nederland | 29–28 (14–12) | Kroatië    |
| 25 mei | 13:00 | Spanje    | 31–15 (15–9)  | Argentinië |
| 26 mei | 10:45 | Kroatië   | 31–21 (18–10) | Argentinië |
| 26 mei | 13:00 | Spanje    | 28–24 (14–13) | Nederland  |
| 27 mei | 10:15 | Nederland | 30–21 (15–9)  | Argentinië |
| 27 mei | 12:30 | Spanje    | 22–23 (10–12) | Kroatië    |

#### Eindstand
| № | Land       | Wedstrijden | Wedstrijden | Wedstrijden | Wedstrijden | Doelpunten | Doelpunten | Doelpunten | Punten |
| - | ---------- | ----------- | ----------- | ----------- | ----------- | ---------- | ---------- | ---------- | ------ |
| № | Land       | G           | W           | G           | V           | V          | T          | Saldo      | Punten |
| 1 | Spanje     | 3           | 2           | 0           | 1           | 81         | 62         | +19        | 4      |
| 2 | Kroatië    | 3           | 2           | 0           | 1           | 82         | 72         | +10        | 4      |
| 3 | Nederland  | 3           | 2           | 0           | 1           | 83         | 76         | +7         | 4      |
| 4 | Argentinië | 3           | 0           | 0           | 3           | 57         | 93         | –36        | 0      |

### OKT #3 inAalborg

#### Wedstrijden
| Datum  | Tijd  |            | Score         |                        |
| ------ | ----- | ---------- | ------------- | ---------------------- |
| 25 mei | 18:15 | Rusland    | 41–17 (17–10) | Dominicaanse Republiek |
| 25 mei | 20:15 | Denemarken | 28–24 (12–13) | Tunesië                |
| 26 mei | 18:45 | Rusland    | 33–20 (17–8)  | Tunesië                |
| 26 mei | 20:45 | Denemarken | 38–21 (20–13) | Dominicaanse Republiek |
| 27 mei | 18:15 | Tunesië    | 29–20 (17–8)  | Dominicaanse Republiek |
| 27 mei | 20:15 | Rusland    | 27–20 (9–9)   | Denemarken             |

#### Eindstand
| № | Land                   | Wedstrijden | Wedstrijden | Wedstrijden | Wedstrijden | Doelpunten | Doelpunten | Doelpunten | Punten |
| - | ---------------------- | ----------- | ----------- | ----------- | ----------- | ---------- | ---------- | ---------- | ------ |
| № | Land                   | G           | W           | G           | V           | V          | T          | Saldo      | Punten |
| 1 | Rusland                | 3           | 3           | 0           | 0           | 101        | 57         | +44        | 6      |
| 2 | Denemarken             | 3           | 2           | 0           | 1           | 86         | 72         | +14        | 4      |
| 3 | Tunesië                | 3           | 1           | 0           | 2           | 73         | 81         | –8         | 2      |
| 4 | Dominicaanse Republiek | 3           | 0           | 0           | 3           | 58         | 108        | –50        | 0      |